# D-TOPIA UNIVERSE
D-TOPIA UNIVERSEは株式会社デートピアとユニバーサルミュージックとの提携契約のもと、2010年9月10日に設立したレコードレーベルである。

## 概要
バッケージの発売・制作・宣伝をデートピア、販売・流通をユニバーサルミュージックが手掛け、作品により配信についてもユニバーサルミュージックと連携しリリース。
「カウンターカルチャー × ガールズ・エンターテイメント」のキャッチコピーを掲げ、ガールズ・ エンターテイメントの更なる強化を目指すとしている。
第一弾アーティストはアイラミツキ。